# Стреж (разъезд)
Стреж — посёлок разъезда в Чернушинском районе Пермского края. Входит в состав Бродовского сельского поселения.
Находится примерно в 6 км к западу от центра города Чернушки.

## Население
В 2005 году численность населения составляла 30 человек.
По результатам переписи 2010 года численность населения составила 14 человек, в том числе 9 мужчин и 5 женщин.